# Endó Jaszuhito
Endó Jaszuhito (遠藤 保仁; Hepburn:  Yasuhito Endō; Kagosima, 1980. január 28. –) japán labdarúgó. Jelenleg a japán labdarúgó-bajnokságban szereplő Gamba Oszaka játékosa.

## A válogatottban
Endó 2002 óta tagja a Japán labdarúgó válogatottnak. Tagja a 2010-es labdarúgó-világbajnokság Japán keretének. 2010. június 24-én szabadrúgásból lőtt gólt a dán labdarúgó-válogatott-nak, amelyet végül 3-1-re megnyertek és továbbjutottak az egyenes kieséses szakaszba.

## Sikerei, díjai
- Az év csapatában, 2003, 2004, 2005, 2006, 2007, 2008, 2009
- Az év Japán játékosa: 2008
- Az év ázsiai labdarúgója: 2009
- AFC-bajnokok ligája: A torna játékosa: 2008

## Klub sikerei
Csapat
- Japán labdarúgó-bajnokság - 2005
- Japán labdarúgó-kupa - 2007
- Japán labdarúgó-szuperkupa - 2007
- AFC-bajnokok ligája - 2008
- Császár Kupa - 2008, 2009

Válogatott
- Ázsia-kupa - 2004

## Válogatottbeli gólok
| #  | Dátum               | Helyszín                            | Ellenfél              | Gólja | Végeredmény | Kiírás                           |
| -- | ------------------- | ----------------------------------- | --------------------- | ----- | ----------- | -------------------------------- |
| 1. | 2003. augusztus 20. | Tokió, Japán                        | Nigéria               | 3-0   | Győzelem    | Barátságos                       |
| 2. | 2004. február 7.    | Kasima, Japán                       | Malajzia              | 4-0   | Győzelem    | Barátságos                       |
| 3. | 2004. július 7.     | Jokohama, Japán                     | Szerbia és Montenegró | 1-0   | Győzelem    | Barátságos                       |
| 4. | 2007. július 16.    | Hanoi, Vietnám                      | Vietnám               | 4-1   | Győzelem    | 2007-es Ázsia Kupa               |
| 5. | 2008. február 6.    | Szaitama, Japán                     | Thaiföld              | 4-1   | Győzelem    | 2010-es vb selejtező             |
| 6. | 2008. június 7.     | Muscat, Omán                        | Omán                  | 1-1   | Döntetlen   | 2010-es vb selejtező             |
| 7. | 2008. szeptember 6. | Riffa, Bahrein                      | Bahrein               | 3-2   | Győzelem    | 2010-es vb selejtező             |
| 8. | 2010. február 14.   | Tokió, Japán                        | Dél-Korea             | 1-3   | Vereség     | 2010-es Kelet-ázsiai Bajnokság   |
| 9. | 2010. június 24.    | Rustenburg, Dél-afrikai Köztársaság | Dánia                 | 3-1   | Győzelem    | 2010-es labdarúgó-világbajnokság |

## Statisztika
| Teljesítmény klubjában | Teljesítmény klubjában | Teljesítmény klubjában    | Bajnokság | Bajnokság | Kupa  | Kupa | Ligakupa                 | Ligakupa                 | Nemzetközi | Nemzetközi | Összesen | Összesen |
| Szezon                 | Klub                   | Bajnokság                 | Mérk.     | Gól       | Mérk. | Gól  | Mérk.                    | Gól                      | Mérk.      | Gól        | Mérk.    | Gól      |
| Japán                  | Japán                  | Japán                     | Bajnokság | Bajnokság | Kupa  | Kupa | Japán labdarúgó-ligakupa | Japán labdarúgó-ligakupa | Ázsia      | Ázsia      | Összesen | Összesen |
| ---------------------- | ---------------------- | ------------------------- | --------- | --------- | ----- | ---- | ------------------------ | ------------------------ | ---------- | ---------- | -------- | -------- |
| 1998                   | Jokohama Flügels       | japán labdarúgó-bajnokság | 16        | 1         | 0     | 0    | 4                        | 0                        | -          | -          | 20       | 1        |
| 1999                   | Kiotó Purple Sanga     | japán labdarúgó-bajnokság | 24        | 4         | 2     | 0    | 2                        | 0                        | -          | -          | 28       | 4        |
| 2000                   | Kiotó Purple Sanga     | japán labdarúgó-bajnokság | 29        | 5         | 1     | 0    | 6                        | 1                        | -          | -          | 36       | 6        |
| 2001                   | Gamba Oszaka           | japán labdarúgó-bajnokság | 29        | 4         | 3     | 1    | 4                        | 0                        | -          | -          | 36       | 5        |
| 2002                   | Gamba Oszaka           | japán labdarúgó-bajnokság | 30        | 5         | 1     | 0    | 8                        | 1                        | -          | -          | 39       | 6        |
| 2003                   | Gamba Oszaka           | japán labdarúgó-bajnokság | 30        | 4         | 2     | 0    | 6                        | 0                        | -          | -          | 38       | 4        |
| 2004                   | Gamba Oszaka           | japán labdarúgó-bajnokság | 29        | 9         | 3     | 0    | 0                        | 0                        | -          | -          | 32       | 9        |
| 2005                   | Gamba Oszaka           | japán labdarúgó-bajnokság | 33        | 10        | 2     | 0    | 4                        | 0                        | -          | -          | 39       | 10       |
| 2006                   | Gamba Oszaka           | japán labdarúgó-bajnokság | 25        | 9         | 4     | 1    | 0                        | 0                        | 5          | 3          | 34       | 13       |
| 2007                   | Gamba Oszaka           | japán labdarúgó-bajnokság | 34        | 8         | 4     | 0    | 8                        | 1                        | -          | -          | 46       | 9        |
| 2008                   | Gamba Oszaka           | japán labdarúgó-bajnokság | 27        | 6         | 3     | 0    | 1                        | 0                        | 13*        | 5*         | 44       | 11       |
| 2009                   | Gamba Oszaka           | japán labdarúgó-bajnokság | 32        | 10        | 4     | 3    | 2                        | 0                        | 6          | 1          | 44       | 14       |
| 2010                   | Gamba Oszaka           | japán labdarúgó-bajnokság | 1         | 0         |       |      |                          |                          | 2          | 0          | 3        | 0        |
| Karrierje összesen     | Karrierje összesen     | Karrierje összesen        | 339       | 75        | 29    | 5    | 45                       | 3                        | 26         | 9          | 438      | 92       |